# Rhein-Main Air Base
Rhein-Main Air Base était une ancienne base des United States Air Force occupant la partie sud de l'aéroport international de Francfort en Allemagne.

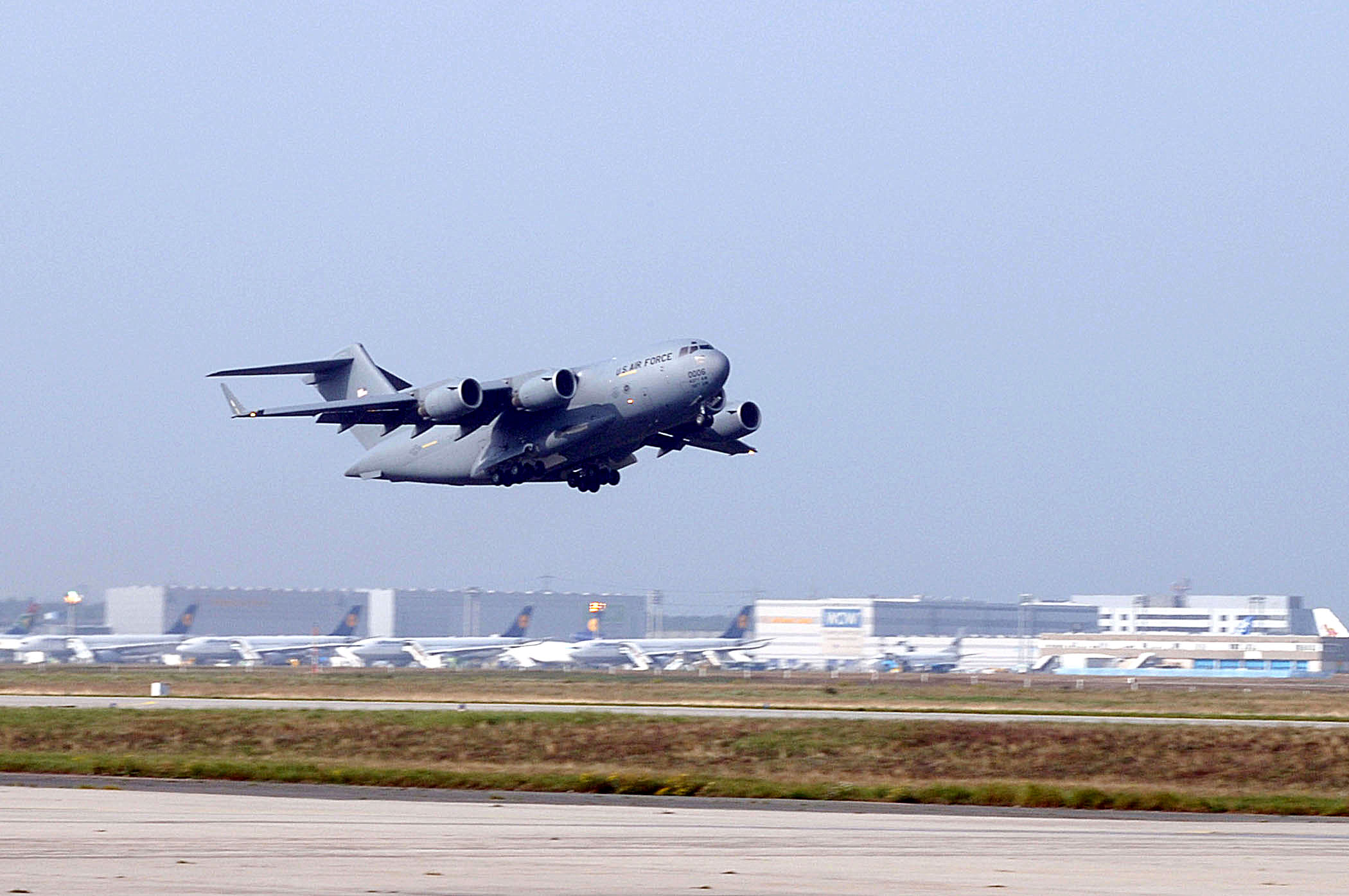
The Spirit of Berlin, un C-17 Globemaster III décolle de la base de Rhein-Main Air Base à l'occasion de la cérémonie de clôture de la base le 10 octobre 2005

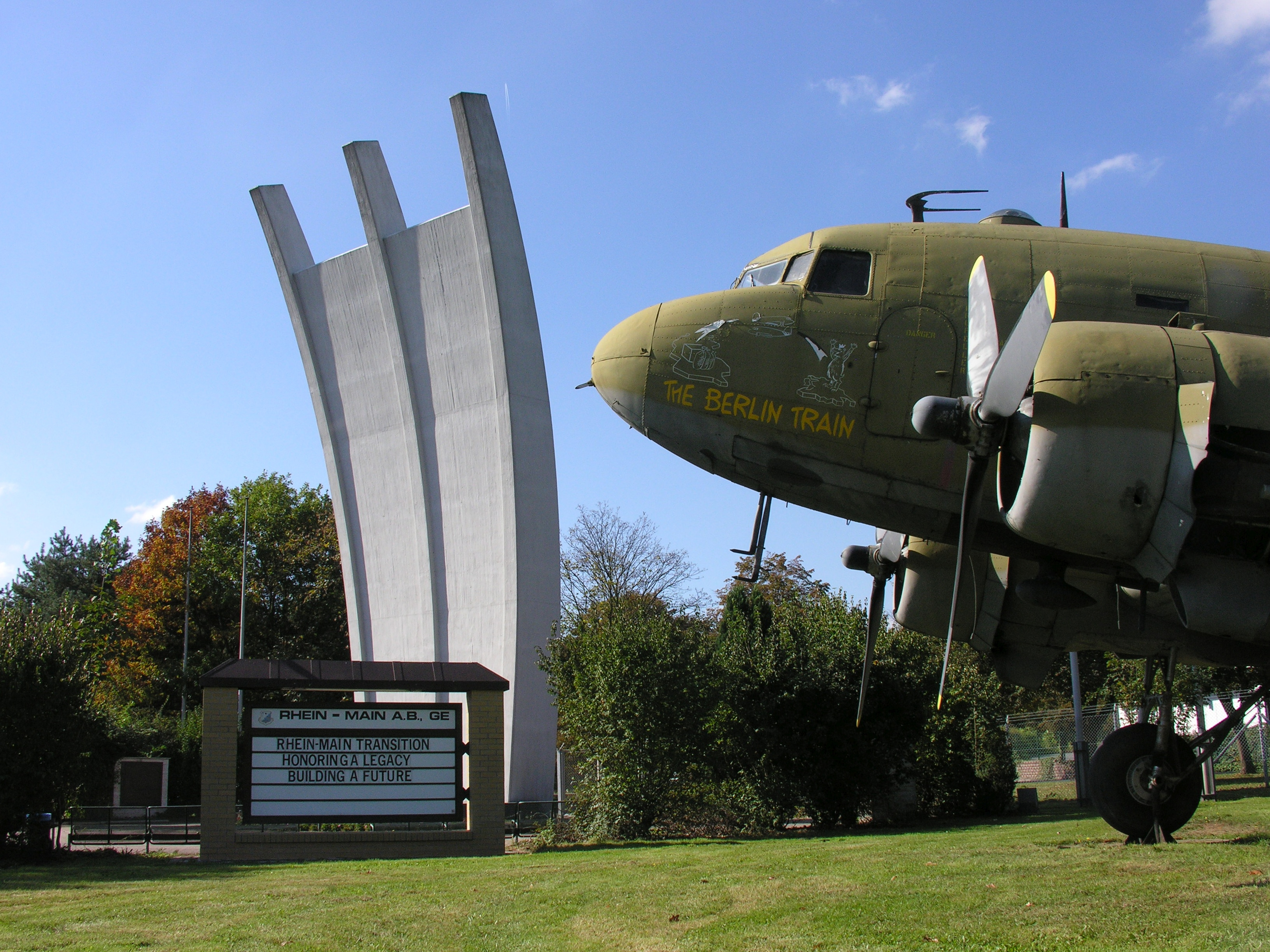
Berlin Airlift Memorial sur Rhein-Main Air Base

## Historique
La base, ouverte en 1945 et utilisée pendant la guerre froide, a été fermée le 30 décembre 2005. 
Le ravitaillement en carburant aviation est assuré par le réseau d'oléoducs en Centre-Europe de l'OTAN.